# Teodoro García Simental
Teodoro García Simental (alias el Teo o Tres letras) es un antiguo lugarteniente de la organización criminal conocida como el Cártel de Tijuana. Cuando el líder de este cartel, Eduardo Arellano Félix, fue arrestado en octubre del 2008, surgió una violenta disputa entre García Simental y Luis Fernando Sánchez Arellano por el liderazgo de la organización criminal. Posteriormente García Simental abandona al Cártel De Tijuana y crea su propia organización criminal, aliándose inconstantemente con el Cártel de Sinaloa.
Desde su partida del Cartel de Tijuana, su grupo delictivo ha protagonizado una cruenta ofensiva contra éste, provocando un aumento significativo de violencia en Tijuana.
Cuando en vida, Ramón Arellano Félix solía referirse a él como "El Escrúpulos".

## Arresto
La Policía Federal ofrecía una recompensa de $2 millones de dólares por información que condujera a la captura de Teodoro García, quien asimismo era buscado por la DEA de los Estados Unidos.
La detención de Teodoro García Simental ocurrió el 12 de enero de 2010, por parte de elementos de operaciones especiales de la Policía Federal y de la armada de México, en la ciudad de La Paz, Baja California Sur. Esta detención se llevó a cabo en un lujoso complejo residencial conocido como Fidepaz.
Actualmente se encuentra recluido en el penal de máxima seguridad El Altiplano, en el Estado de México.
El 2 de junio de 2025 Teodoro García Simental fue declarado culpable de delincuencia organizada y sentenciado a 20 años de prisión por un juez federal.